# Miguel Gutiérrez Fraile
Miguel Gutiérrez Fraile (Vitoria, 1948) es un catedrático en Medicina y Psiquiatra, director de la Unidad Docente de la Facultad de Medicina de la Universidad del País Vasco en Vitoria y jefe de Servicio de Psiquiatría del Hospital Universitario de Álava. Desde 2012 es Presidente de la Sociedad Española de Psiquiatría.

## Biografía
Durante 23 años, ininterrumpidamente, ha sido responsable del Curso de Actualización en Psiquiatría de Vitoria que es una referencia en todo el estado. Participante y organizador de numerosos congresos y encuentros profesionales incluso a nivel internacional. Ha dirigido 18 tesis doctorales, y publicado más de 250 artículos científicos, 105 de ellos en revistas internacionales de gran impacto. Ha impartido conferencias por diversos países, Argentina, Colombia, Venezuela, Chile, Brasil, etc.
Ha sido fundador del Instituto de Psicoterapia de Bilbao (1976), de la Asociación Vasca de Salud Mental (1986), de la Sociedad Española de Toxicomanías (1988), de la Sociedad Vasconavarra de Psiquiatría (1999) y de la Sociedad Española de Psiquiatría Clínica (2017).

## Obra
- Casos clínicos sobre esquizofrenia 2013 (2014, Luzán 5)
- Doctor...supongo : gestas históricas de médicos aventureros (2012, Ikusager)
- El estado del ánimo (2011, Ikusager)
- Manual de trastornos adictivos (2011, Enfoque)
- Avances sobre el trastorno bipolar (2009, Aula Médica)
- En el mundo paranoide (2009, Aula Médica)
- Posibilidades terapéuticas y límites en psiquiatría (2007, Aula Médica)
- Neurocognición en esquizofrenia (2006, Grupo Aula Médica)
- Manual de evaluación y tratamiento de drogodependencias (2002, Psiquiatría Editores)
- Trastorno bipolar (1999, Grupo Aula Médica)
- Alucinógenos la experiencia psicodélica (1996, Ediciones en Neurociencias)
- Cronicidad en psiquiatría (1997, Ediciones en Neurociencias)
- Avances en trastornos afectivos (1996, Ediciones en Neurociencias)
- Avances en drogodependencias: tratamientos farmacológicos (1995, Ediciones en Neurociencias)
- Esquizofrenia [Texto impreso]: entre la sociogénesis y el condicionamiento biológico (1995, Ediciones en Neurociencias)
- Avances en psicofarmacología (1994, Ediciones en Neurociencias)
- Adicción a psicofármacos (1993, Ediciones en Neurociencias)
- Benzodiacepinas: uso, abuso y dependencia (1993, Acción Médica)

## Premios y reconocimientos
- 2016 -- Encomienda de la Orden Civil de Sanidad.[3][4]

- 2016 -- Distinción del Ayuntamiento de Madrid por la organización de eventos importantes que promocionan la ciudad (Presidente Congreso Mundial de Psiquiatría, 7.000 asistentes, 2014 y Presidente Congreso Europeo de Psiquiatría, 4.000 asistentes)
- 2016 -- Miembro Honorario de la Sociedad Peruana de Psiquiatría. Lima
- 2016 -- Miembro de Honor de la Sociedad Cubana de Psiquiatría. La Habana
- 2015 -- Socio Honorario de la Sociedad de Neurología, Psiquiatría y Neurocirugía (SONEPSYN) de Chile. Santiago de Chile
- 2015 -- Distinción del Ayuntamiento de Vitoria como uno de los más importantes organizadores de congresos en Vitoria (25 años consecutivos organizando el Curso Nacional de Actualización en Psiquiatría al que acuden 500 profesionales anualmente, más dos congresos nacionales de psiquiatría, (en 1989 y 1991)
- 2014 -- A Presidential Commendattion del presidente de la World Psychiatric Association
- 2014 -- Honorary Membership de la World Psychiatric Association (WPA)
- 2009 -- Socio de Honor de la Asociación Gallega de Psiquiatría. El Ferrol

## Artículos
- 24/07/2016 Cuando no hay señales externas "El Correo".[5]
- 14/02/2016 Psiquiatría sí, naturalmente "El País".[6]